# Регби-7 на летних Олимпийских играх 2020
Соревнования по регби-7 на летних Олимпийских играх 2020 прошли с 26 по 28 июля 2021 года у мужчин и с 29 по 31 у женщин. Спортсмены разыграли два комплекта медалей. И у мужчин, и у женщин в олимпийском турнире выступят по 12 сборных. Соревнования прошли на стадионе Адзиномото в Токио.

## Медали

### Общий зачёт
(Жирным выделено самое большое количество медалей в своей категории; принимающая страна также выделена)
| Общее количество медалей |                |        |         |        |       |
| Место                    | Страна         | Золото | Серебро | Бронза | Всего |
| 1                        | Новая Зеландия | 1      | 1       | 0      | 2     |
| 2                        | Фиджи          | 1      | 0       | 1      | 2     |
| 3                        | Франция        | 0      | 1       | 0      | 1     |
| 4                        | Аргентина      | 0      | 0       | 1      | 1     |
| Всего                    | Всего          | 2      | 2       | 2      | 6     |

### Медалисты
| Дисциплина | Золото | Серебро | Бронза |
| Мужчины    | Фиджи · Наполиони Болака · Вилимони Ботиту · Джуита Вайниколо · Джосуа Вакурунабили · Мели Дереналаги · Сирели Макала · Йосефо Маси · Вайсеа Накуку · Калионе Насоко · Семи Радрадра · Джерри Туваи · Асаели Туйвуака · Аминиаси Туймаба | Новая Зеландия · Курт Бейкер · Дилан Коллиер · Скотт Карри · Нгарохи Макгэрви-Блэк · Тим Миккельсон · Сионе Молиа · Этене Нанаи-Сетуро · Тоне Нг Шиу · Аманаки Николь · Эндрю Ньюстабб · Уильям Уорбрик · Джо Уэббер · Реган Уэйр | Аргентина · Сантьяго Альварес · Лаутаро Басан · Лусиано Гонсалес · Фелипе дель Местре · Родриго Исгро · Сантьяго Маре · Игнасио Менди · Маркос Монета · Матиас Осадчук · Гастон Револь · Лусио Синти · Херман Шульц · Родриго Этчарт |
| Женщины    | Новая Зеландия · Микаэла Блайд · Гейл Бротон · Келли Брэйзер · Портия Вудман · Ширай Кака · Тайла Натан-Вонг · Поури-Лэйн · Алена Саили · Руби Туи · Теника Уиллисон · Тереза Фицпатрик · Стейси Флюлер · Сара Хирини                    | Франция · Корали Бертран · Лина Герен · Камиль Грассино · Каролин Друан · Хлоэ Жаке · Шеннон Изар · Нассира Конде · Карла Нейсен · Серафин Окемба · Фанни Орта · Хлоэ Пелль · Анн-Сесиль Чиофани · Жад Улутуль                    | Фиджи · Райджиели Даво · Сесениели Дону · Лавена Кавуру · Лайсана Ликуцева · Русила Нагасау · Ана Наймаси · Аловеси Накоци · Роэла Радиниявуни · Виньяна Ривай · Токаса Сенияси · Васити Соликовити · Реапи Улуйнасау                |